# Jean-Pierre Tafunga Mbayo
Jean-Pierre Tafunga Mbayo SDB (* 25. Juli 1942 in Panda-Likasi, Demokratische Republik Kongo; † 31. März 2021 in Pretoria, Südafrika) war ein kongolesischer Ordensgeistlicher und römisch-katholischer Erzbischof von Lubumbashi.

## Leben
Jean-Pierre Tafunga Mbayo trat in die Ordensgemeinschaft der Salesianer Don Boscos ein und empfing am 16. September 1972 das Sakrament der Priesterweihe. 
Am 6. Oktober 1992 ernannte ihn Papst Johannes Paul II. zum Bischof von Kilwa-Kasenga. Der Erzbischof von Lubumbashi, Eugène Kabanga Songasonga, spendete ihm am 31. Januar 1993 die Bischofsweihe; Mitkonsekratoren waren der Bischof von Goma, Faustin Ngabu, und der Bischof von Kalemie-Kirungu, Dominique Kimpinde Amando. Am 10. Juni 2002 ernannte ihn Johannes Paul II. zum Bischof von Uvira. Papst Benedikt XVI. ernannte ihn am 31. Juli 2008 zum Koadjutorerzbischof von Lubumbashi. Am 1. Dezember 2010 wurde Jean-Pierre Tafunga Mbayo in Nachfolge von Floribert Songasonga Mwitwa, der aus Altersgründen zurücktrat, Erzbischof von Lubumbashi.